# Агами бородаті
Агами бородаті (Pogona) — рід ящірок з родини агамових. Має 7 видів. Інші назви «бородаті дракони» та «бартагами».

## Опис
Загальний розмір представників цього роду коливається від 32,5 до 60 см. Тулуб стиснутий з товстою поперечною складкою на горлі. Відсутній спинний гребінь, який складається з великої загостреної луски. Попереду клоачного отвору й на стегнах є 1 рядок дрібних стегнових та анальних пор. Колір шкіри коричневий, сіруватий, жовтуватий, буруватий, оливковий. Здатні змінювати колір. Мають міцні щелепи, кінцівки та пальці. У цих агам досить великі горлові торби. У самців у період парування вони стають чорними.

## Спосіб життя
Полюбляють сухі кам'янисті напівпустелі з поодинокими чагарниками, рідколісся. Швидко пересуваються по землі на витягнутих лапах. також здатні бігати на задніх лапах, підстрибувати уверх. Активні вдень.
Якщо ці агами відчувають загрозу, то надуваються і широко роззявляють рота. Потім так розсовують гострі колючки (як у їжака) на підборідді, що виникає враження бороди. Це для залякування ворогів.
Для людини вони безпечні. Вони становлять небезпеку лише для маленьких ящірок і то, тільки в тому випадку, якщо ці маленькі ящірки випадково опиняться у них перед носом.
Харчуються різними метеликами, зокрема шовкопрядами, комахами, хробаками, зеленими овочами, гарбузами, бобовими, буряком, пелюстками троянд, фруктами.
Це яйцекладні ящірки. Самиці відкладають до 24 яєць.

## Розповсюдження
Це ендемік Австралії.

## Види
- Pogona barbata
- Pogona henrylawsoni
- Pogona microlepidota
- Pogona minima
- Pogona minor
- Pogona nullarbor
- Pogona vitticeps